# Alvia

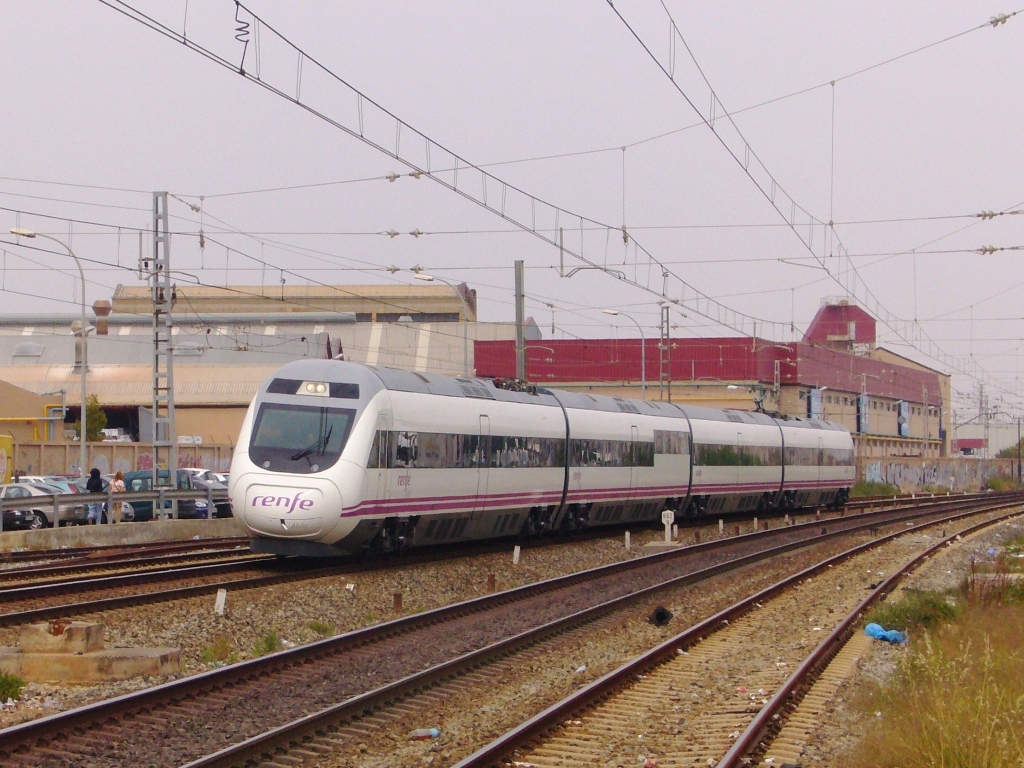
Tren Alvia Madrid-Barcelona (serie 120)

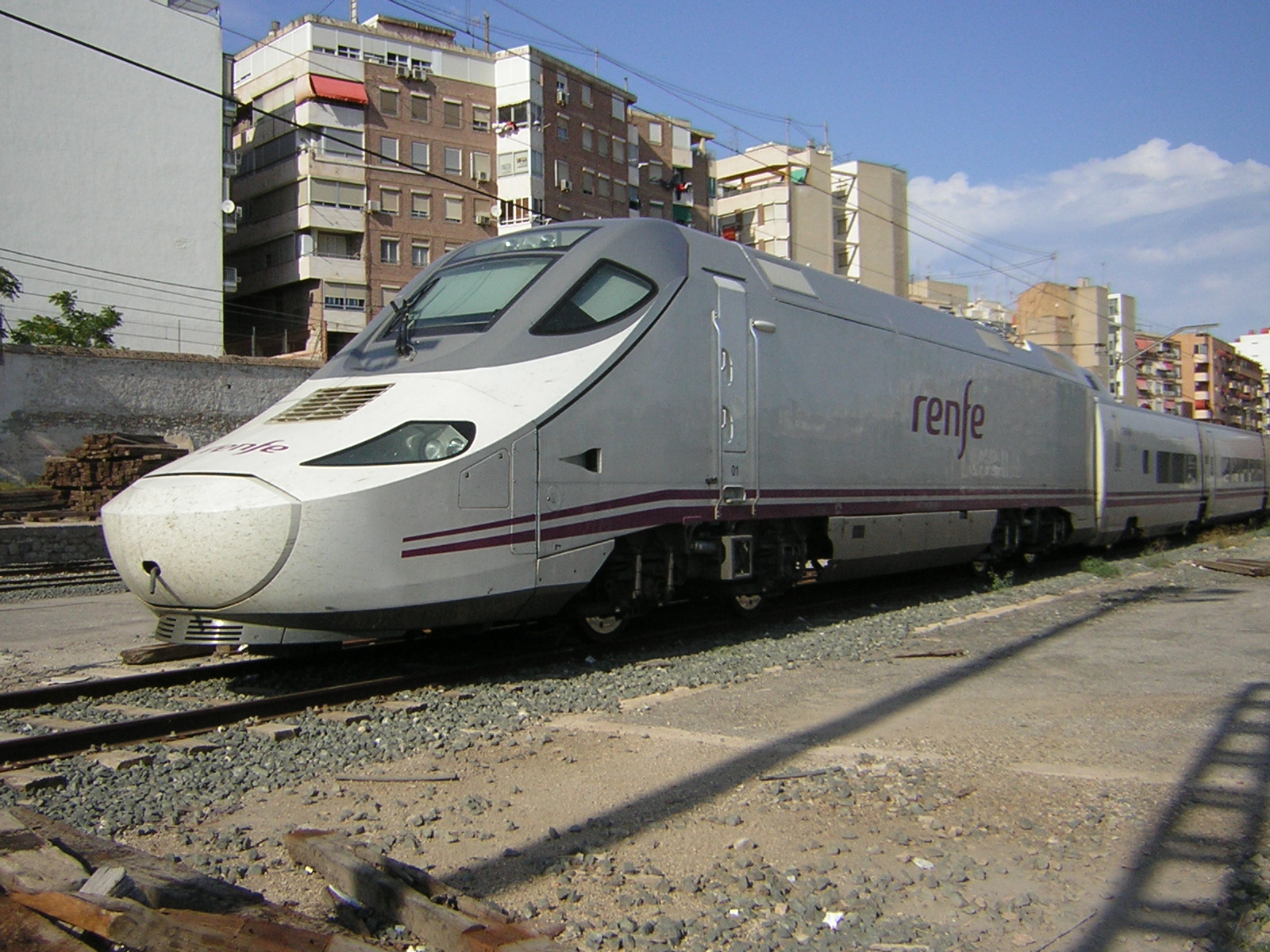
Tren Alvia Madrid-Gijón (serie 130)

Les seccions dels serveis ferroviaris d'alta velocitat que circulen per vies convencionals estan ressaltades en vermell i les que circulen per vies d'alta velocitat són blaves.

L'Alvia és un tren de llarga distància i alta velocitat que forma part de la gamma alta de Llarga Distància. Té seients en turista i preferent, accés adaptat a minusvàlids i cafeteria. És un producte de Renfe Operadora de preu mitjà-alt dintre dels trens de Llarga Distància, que realitza rutes radials i transversals a Espanya.
Els trens que ofereixen el servei Alvia són totalment de rodadura desplaçable, poden recórrer vies d'ample ibèric o internacional passant per canviadors d'ample entre unes i altres de forma ràpida. Suposen un avanç respecte al servei Altaria amb Talgo de rodadura desplaçable en ser tot el conjunt de rodadura desplaçable inclosa la locomotora.
Els primers trens a oferir aquest servei van ser els de la sèrie 120 de Renfe el 2006, quan es van inaugurar les circumval·lacions de Saragossa i Lleida de la LAV Madrid-Saragossa-Barcelona-Frontera Francesa i el canviador d'ample de Puigverd de Lleida. Substituint gairebé tots els trens Altaria que unien Madrid i Barcelona.
A la tardor de 2007 es van rebre els primers caps motors de la nova sèrie 130 de Renfe que es van acoblar a rames de remolcs Talgo, i es van introduir els primers trens als recorreguts entre Madrid i Gijón i Alacant i Gijón, de forma que els serveis Altaria i Talgo que cobrien aquestes relacions es van rebatejar com a Alvia.
Amb l'obertura de la LAV Madrid-Valladolid els serveis Alvia van passar a circular per aquesta canviant d'ample a Valdestillas o Valladolid i es van afegir serveis Alvia en rebre més caps de la sèrie 130 amb destinació Santander (un des d'Alacant), Bilbao i Hendaia.
El 20 de febrer de 2008 es va posar en marxa el tram entre el canviador d'ample de Roda de Barà i Barcelona-Sants, per la qual cosa els Alvia Madrid-Barcelona van deixar de circular en aquesta línia per a ser substituïts per trens AVE, passant els trens S120 de CAF a circular en les relacions Madrid-Logroño, Madrid-Pamplona i Madrid-Hendaia (abans cobertes per Altaria) i aprofitant part de la LAV Madrid-Barcelona
El 15 de setembre de 2008 es va posar en servei un nou servei Alvia entre Barcelona i Vigo que substitueix al Talgo Covadonga/Finisterre, aquest servei suposa la tornada de l'Alvia a Barcelona-Sants després de l'arribada de l'AVE, però aquest cop surt des de les vies d'ample internacional.

## Flota
Hi ha tres tipus de trens Alvia, els de les sèries sèrie 120, sèrie 130 i sèrie 730:
- Els trens Alvia de la sèrie 120 de Renfe estan formats per una unitat autopropulsada de 4 cotxes construïda per CAF .
- Els trens Alvia de la sèrie 130 de Renfe estan formats per dos caps motors fabricats per Bombardier + 1 rama de Talgo-VII de 9 o 11 remolcs.
- Els trens Alvia de la sèrie 730 de Renfe són una modificació de la sèrie 130 que permet el canvi d'amplada automàtic i la circulació de les unitats por vies electrificades o sense electrificar, ja que es tracta d'un tren híbrid.

## Recorreguts
L'Alvia realitza les següents rutes:
| Parades | Tipus d'Alvia | Observacions              |
| --- | ------------- | ------------------------- |
| Barcelona-Sants · Camp de Tarragona · Lleida-Pirineus · Saragossa-Delicias · Logronyo · Miranda de Ebro · Bilbao-Abando | S120          | 2 trens diaris per sentit |
| Barcelona-Sants · Camp de Tarragona · Lleida-Pirineus · Saragossa-Delicias · Pamplona · Sant Sebastià · Irun | S120          | 2 trens diaris per sentit |
| Barcelona-Sants · Camp de Tarragona · Lleida-Pirineus · Saragossa-Delicias · Tudela · Castejón · Tafalla · Pamplona · Vitòria/Gasteiz · Miranda de Ebro · Burgos · Palència · Sahagún · León · Astorga · Bembibre · Ponferrada · O Barco de Valdeorras · A Rúa-Petín · San Clodio-Quiroga · Monforte de Lemos · Ourense Empalme · Redondela · Vigo | S120          | 1 tren diari per sentit   |
| Madrid-Puerta de Atocha · Guadalajara-Yebes · Calatayud · Tudela · Alfaro · Calahorra · Logronyo | S120          | 1 tren diari per sentit   |
| Madrid-Puerta de Atocha · Guadalajara-Yebes · Calatayud · Tudela · Tafalla · Pamplona | S120          | 4 trens diaris per sentit |
| Alacant-Terminal · Elda-Petrer · Villena · Albacete · Alcázar de San Juan · Madrid-Puerta de Atocha · Madrid-Chamartín · Segovia-Guiomar · Valladolid-Campo Grande · Palència · Sahagún · Lleó · Pola de Lena · Mieres-Puente · Oviedo · Gijón-Cercanías                                                                                           | S130          | 1 tren diari per sentit   |
| Alacant-Terminal · Elda-Petrer · Villena · Albacete · Alcázar de San Juan · Madrid-Puerta de Atocha · Madrid-Chamartín · Segovia-Guiomar · Valladolid-Campo Grande · Palència · Aguilar de Campóo · Reinosa · Torrelavega · Santander | S130          | 1 tren diari per sentit   |
| Madrid-Chamartín · Valladolid-Campo Grande · Palència · Sahagún · Lleó · Pola de Lena · Mieres-Puente · Oviedo · Gijón-Cercanías | S130          | 2 trens diaris per sentit |
| Madrid-Chamartín · Valladolid-Campo Grande · Palència · Aguilar de Campóo · Reinosa · Torrelavega · Santander | S130          | 2 trens diaris per sentit |
| Madrid-Chamartín · Segovia-Guiomar · Valladolid-Campo Grande · Burgos · Bilbao-Abando | S130          | 2 trens diaris per sentit |
| Madrid-Chamartín · Segovia-Guiomar · Valladolid-Campo Grande · Burgos · Miranda de Ebro · Vitoria-Gasteiz - Sant Sebastià · Irun · Hendaia | S130          | 2 trens diaris per sentit |